# Synagogue de Zagreb
La synagogue de Zagreb (Zagrebačka sinagoga) était le principal lieu de culte de la communauté juive de Zagreb de sa construction, en 1867 à l'époque du royaume de Croatie-Slavonie (part de l'Autriche-Hongrie), jusqu'à sa destruction en 1941, par les autorités fascistes de l'État indépendant de Croatie, allié aux forces de l'Axe, pendant la Shoah.
Construite dans un style néo-mauresque par Franjo Klein, c'était une des synagogues les plus remarquables de la région. Elle devrait être reconstruite.

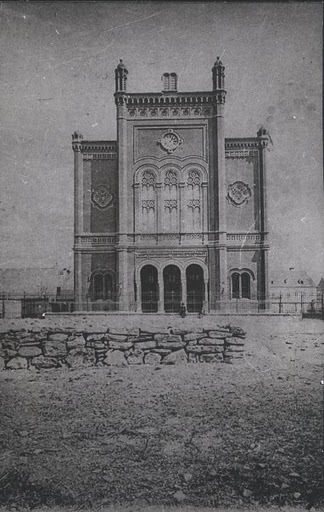
La synagogue peu après sa construction.
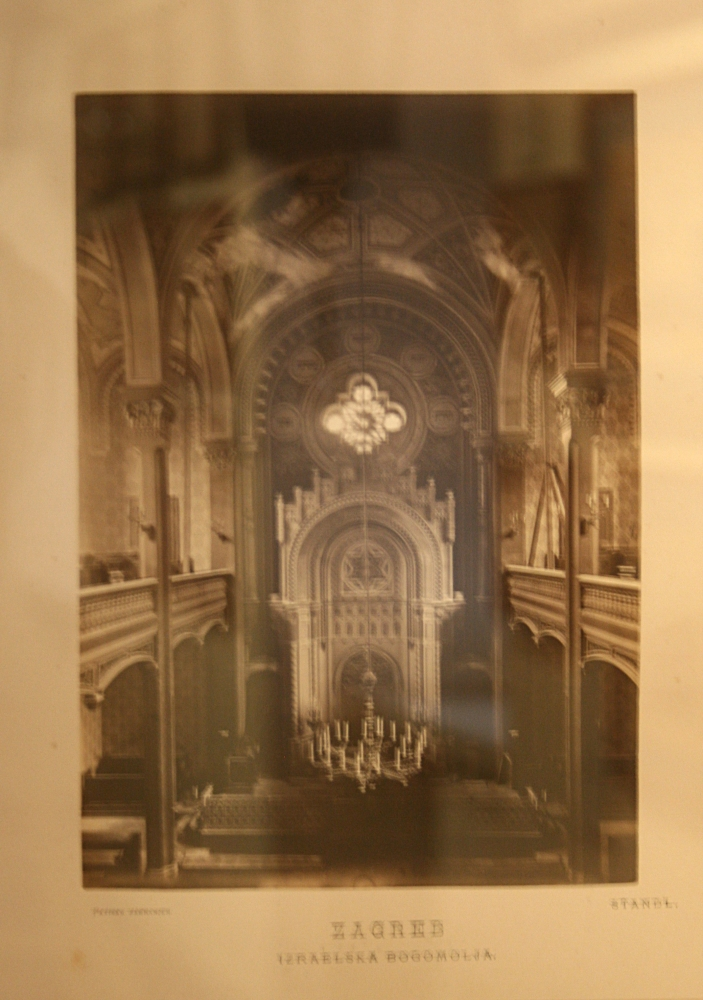
L'intérieur de la synagogue en 1880. Photographie d'Ivan Standl.
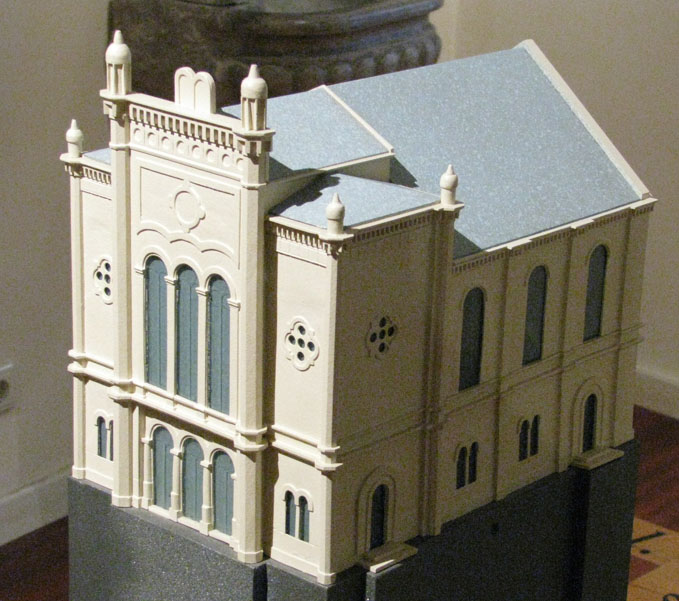
Maquette de la synagogue au Muzej grada Zagreba (hr) (musée de la ville de Zagreb).